# Gand-Wevelgem 1973
La Gand-Wevelgem 1973, trentacinquesima edizione della corsa, si svolse il 3 aprile su un percorso di 250 km, con partenza a Gand e arrivo a Wevelgem. Fu vinta dal belga Eddy Merckx della Molteni, al suo terzo successo in questa competizione, davanti ai suoi connazionali Frans Verbeeck e Walter Planckaert.

## Ordine d'arrivo (Top 10)
| Pos. | Corridore         | Squadra                    | Tempo    |
| ---- | ----------------- | -------------------------- | -------- |
| 1    | Eddy Merckx       | Molteni                    | 6h18'00" |
| 2    | Frans Verbeeck    | Watney-Maes Pils           | s.t.     |
| 3    | Walter Planckaert | Watney-Maes Pils           | a 55"    |
| 4    | Walter Godefroot  | Flandria-Carpenter-Shimano | s.t.     |
| 5    | Freddy Maertens   | Flandria-Carpenter-Shimano | s.t.     |
| 6    | Frans Mintjens    | Molteni                    | s.t.     |
| 7    | Eric Leman        | Peugeot-BP-Michelin        | s.t.     |
| 8    | Roger Rosiers     | Bic                        | s.t.     |
| 9    | Jozef Abelshausen | Ijsboerke-Bertin           | a 6'44"  |
| 10   | Eddy Peelman      | Rokado-de Gribaldy         | s.t.     |